# الدوري الإيطالي 1958–59
الدوري الإيطالي الدرجة الأولى 1958–59 (بالإيطالية: Serie A 1958-1959)‏ هو موسم من الدوري الإيطالي الدرجة الأولى. أقيم خلال الفترة 21 سبتمبر 1958 وحتى 9 يونيو 1959، وفاز فيه إيه سي ميلان.